# Robertus crosbyi
Robertus crosbyi là một loài nhện trong họ Theridiidae.
Loài này thuộc chi Robertus. Robertus crosbyi được miêu tả năm 1946 bởi Kaston.